# Canada Act
A Lei de 1982 sobre o Canadá (Canada Act ou Loi de 1982 sur le Canada, em inglês e francês, respectivamente) é uma lei parlamentar de 1982 emanada do Parlamento do Reino Unido que terminou virtualmente com todos os laços constitucionais e legislativos que existiam entre o Reino Unido e o Canadá. Esta lei contém o texto da Lei constitucional de 1982, em ambas as línguas oficiais do Canadá, tendo-se assim tornado na primeira lei parlamentar britânica escrita em francês desde a Idade Média.

## História
A história política moderna do Canadá como uma união de províncias anteriormente separadas começou com o Lei da América do Norte Britânico de 1867 (oficialmente chamado de Lei de Constituição de 1867 no Canadá). Este ato combinou a Província do Canadá (agora Ontário e Quebec) com a Nova Escócia e New Brunswick em um Domínio dentro do Império Britânico. Canadá adotou um governo no estilo Westminster com um Parlamento do Canadá. Um governador geral cumpriu os deveres constitucionais do Soberano Britânico em solo canadense. Arranjos semelhantes aplicados em cada província.
Apesar dessa autonomia, o Reino Unido ainda tinha o poder de legislar para o Canadá e, portanto, o Canadá ainda era legalmente um domínio britânico autônomo. O Estatuto de Westminster de 1931 restringiu o poder do Parlamento Britânico de legislar para o Canadá, a menos (seção 4) que o Domínio solicitasse e consentisse com a legislação imperial. Isso teve o efeito de tornar o Canadá uma nação soberana de jure. A lei da América do Norte Britânica (No. 2) de 1949 também foi aprovada pelo Parlamento Britânico, dando ao Parlamento do Canadá poderes de emenda constitucionais significativos.
No entanto, com o acordo do Canadá na época, de acordo com o Estatuto de Westminster (seção 7 (1)), o Parlamento Britânico também manteve o poder de emendar os principais estatutos constitucionais canadenses, ou seja, as leis Britânicas da América do Norte. Com efeito, uma lei do Parlamento Britânico foi exigida para fazer certas mudanças na constituição canadense. atraso na aprovação da constituição canadense foi devido em grande parte à falta de acordo sobre um método para emendar a constituição que seria aceitável para todas as províncias, particularmente Quebec.